# Décharge de Can Mata
La décharge de Can Mata, en catalan Abocador de Can Mata, est une décharge publique d'Espagne située au nord-ouest de Barcelone, sur la commune d'Els Hostalets de Pierola. Sa spécificité tient dans le fait qu'elle constitue également un site paléontologique qui a notamment livré des fossiles de deux espèces d'Homininae du Miocène moyen. Les nuisances causées par la décharge font l'objet d'une forte opposition de la part des voisins.

## Découvertes
Deux espèces d'homininés y ont été découvertes, qui ne sont connues à ce jour qu'en Catalogne :
- Pierolapithecus catalaunicus, découvert en 2002 et décrit en 2004, daté de 13 millions d'années[2] ;
- Anoiapithecus brevirostris, découvert en 2004 et décrit en 2009, daté de 12 millions d'années[3].